# Turmberg (Hausruck)
Der Turmberg ist eine 750 m ü. A. hohe Erhebung des nordöstlichen Hausrucks in Oberösterreich.

## Geschichte
Der Turmberg heißt so, weil sich darauf ein Turm befunden hat, der aber in den 1950er Jahren verfallen ist. Die Fundamente sind heute noch erkennbar.

## Lage und Landschaft
Der Turmberg liegt zwischen Eberschwang (Bezirk Ried im Innkreis) und Geboltskirchen (Bezirk Grieskirchen). Der Gipfel liegt auf dem Gemeindegebiet von Haag am Hausruck (das hier weit südlich ausgreift). Der Berg ist damit die höchste zur Gänze im Bezirk Grieskirchen liegende Erhebung.
Der Turmberg bildet mit seiner nördlichen Rückenfortsetzung, dem Schloßberg den nordöstlichen Ausläufer des Hausruck-und-Kobernaußerwald-Zuges, und erhebt sich etwa 200–300 Meter über die umliegenden Orte. Der Hausruck-Seitenkamm läuft vom Turmberg südwärts (Trafostation der Freileitung 720 m) zum Sulzberg (770 m, Richtfunkstelle, Straße Eberschwang–Geboltskirchen Passhöhe 719 m), und trifft dann etwa 4 Kilometer südlich des Turmbergs auf die Hauptrichtung Ost–West des Kamms.
Westlich des Turmbergs liegt der Quellkessel der Antiesen (zum Inn) bei Eberschwang, im Osten die zahlreichen Quellgräben der Trattnach (zu Innbach und Donau) um Geboltskirchen und Haag, womit der Hügel zur bedeutenden Wasserscheide der Flussgebiete Donau unterhalb/oberhalb Jochenstein gehört.
Der Rücken selbst ist dicht mit Fichtenforst bestanden, das Kulturland rund um die Ortschaften Vocking, Anhang und Odelboding, Wiesing greift auf etwas über 600 Meter Seehöhe heran.

## Geologie
Der Turmberg ist aus der mäßig verzementierten Hausruckschotter-Deckschicht des Hausruck-Kobernaußerwalds aufgebaut, die vor etwa 10–7 Millionen Jahren  (Unterpannon bis Pontium) als Abtragungsmaterial der Alpen hier abgelagert wurde, und hier eine Mächtigkeit von etwa 80–100 Metern aufweist. Sie liegt auf den Rieder Schichten, schwach feinsandigem Tonmergel der Innviertler Serie auf, die etwa 10 Millionen Jahren davor am Rand der Paratethys abgelagert wurden. Dazwischen war der Hausruck Brack- bis Süßwasserregion oder gar Land, entweder von primär Sequoien-Wäldern bestanden, oder diese als Treibholz von Süden eingetragen. Daraus hat sich eine Braunkohle-Schicht zwischen Grundgestein und Schotterdecke gebildet, etwa unter dem Turmberg befindet sich das Südende der nur mäßig mächtigen Kohlenmulde Haager Rücken.

## Erschließung
Über den Turmbergrücken verläuft der Hausruck-Kobernaußerwald-Weitwanderweg (HKWW/10HK), der, vom Sommerrodel-Lift und Haager Aussichtswarte (Luisenhöhe) kommend, in alle Richtungen mit Zugängen erschlossen, bis Mattighofen läuft. Der wenig ausgeprägte Turmberggipfel selbst bildet keinen Aussichtspunkt.
Zwischen Sulzberg und Turmberg, südlich der Trafostation, quert ein Kreuzweg von Anhang und Holzhäuseln bei Wiesing den Kamm.